# James Longstreet
James Longstreet (Edgefield, 8 gennaio 1821 – Gainesville, 2 gennaio 1904) è stato un generale statunitense. Ufficiale nell'US Army, divenne tenente generale nell'esercito degli Stati Confederati durante la guerra di secessione. Fu uno dei più famosi generali degli Stati Confederati d'America nella guerra di secessione americana prima di intraprendere con successo una carriera nel periodo post-bellico che lo portò a lavorare per il governo dei suoi antichi avversari come diplomatico e amministratore.

## Gioventù
Di origine olandese, Longstreet nacque nel Distretto di Edgefield (contea di Edgefield, Carolina del Sud) ma crebbe ad Augusta, Georgia fino all'età di 12 anni, allorché suo padre morì e la sua famiglia si spostò a Somerville, Alabama. Si diplomò a West Point nel 1842, in tempo per servire e distinguersi nella guerra messico-statunitense raggiungendo il grado di maggiore. Si dimise dall'esercito statunitense nel giugno del 1861 per unirsi alla Confederazione nella guerra di secessione.

## Carriera da generale confederato
Longstreet fu grandemente stimato come ufficiale e gli fu immediatamente attribuita la nomina a brigadier generale dell'esercito confederato. Combatté bene nella prima Bull Run e fu promosso maggior generale. La sua carriera decollò nell'estate del 1862 allorché il generale Robert E. Lee assunse il comando dell'Armata della Virginia Settentrionale. Durante le battaglie dei Sette Giorni, Longstreet ebbe il comando operativo di quasi la metà dell'Armata di Lee.
In quanto generale, Longstreet mostrò un gran talento nel combattimento difensivo, preferendo collocare le proprie truppe in una forte posizione difensiva, costringendo il nemico ad attaccarlo. Una volta che il nemico fosse stato logorato, allora e solo allora Longstreet prendeva in considerazione di attaccarlo a sua volta. Di fatto le truppe sotto il suo comando non persero mai una posizione difensiva durante la guerra. Lee si riferiva affettuosamente a Longstreet come al suo «Vecchio cavallo di battaglia». (Gli amici di Longstreet in genere lo chiamavano «Pete»). Il suo successo come tattico offensivo fu tuttavia incostante ed egli spesso dissentì con l'altamente aggressivo Lee circa le tattiche più opportune da impiegare in battaglia.
Ironicamente, uno dei momenti più soddisfacenti si ebbe nell'agosto del 1862, quando comandò l'ala destra (in seguito nota come Primo Corpo) nella seconda battaglia di Bull Run. Qui egli e il comandante del Primo Corpo confederato, il maggior generale Stonewall Jackson, si scambiarono i loro ruoli teorici, con Jackson che combatté in modo difensivo sulla sinistra confederata e Longstreet che condusse un devastante attacco di fianco sul lato destro, riuscendo ad infrangere le difese della soverchiante Armata della Virginia unionista. Il mese successivo, ad Antietam, Longstreet partecipò all'azione confederata contro le forze dell'Unione che erano forti il doppio. Il 9 ottobre, poche settimana dopo Antietam, Longstreet fu promosso tenente generale, diventando l'ufficiale confederato più anziano con tale grado.
Rafforzò la sua reputazione quello stesso dicembre, quando il suo Primo Corpo giocò un ruolo decisivo nella battaglia di Fredericksburg, dove Longstreet posizionò i suoi uomini dietro un muretto di pietra sulle Marye's Heights e resistette a quattordici assalti unionisti. Circa 10.000 soldati federali caddero a fronte agli appena 500 di Longstreet.
Nell'inverno e nella prima primavera del 1863, Longstreet imbottigliò le forze nordiste nella città di Suffolk, Virginia, un'operazione minore ma una delle più importanti dell'Armata di Lee, ancora bloccata in devastanti azioni belliche nella Virginia centrale. Col condurre l'assedio di Suffolk, Longstreet portò le autorità confederate ad impadronirsi di un'immensa quantità di rifornimenti che erano stati sotto il controllo unionista. Tuttavia questa operazione impegnò Longstreet e i 15.000 uomini del Primo Corpo che non furono presenti alla battaglia di Chancellorsville a maggio.
Longstreet si riunì all'Armata di Lee dopo Chancellorsville e prese parte alla Campagna di Lee a Gettysburg, dove entrò in contrasto con Lee circa le tattiche che questi aveva adottato. Questa campagna marcò un fondamentale cambiamento circa il modo con cui Longstreet era impiegato da Lee. In passato, Lee aveva preferito usare Longstreet per ruoli difensivi, che erano il suo forte, e aveva usato Jackson e il Secondo Corpo per condurre i suoi attacchi. Jackson però fu mortalmente ferito a Chancellorsville e Lee volle da quel momento che Longstreet svolgesse il ruolo che era stato proprio di Jackson.
Durante la battaglia di Gettysburg Longstreet attuò un disimpegno dal nemico dopo il primo giorno di battaglia, organizzando un movimento strategico di fianco per collocarsi sulle linee di comunicazione unioniste, sfidando l'Unione perché lo attaccasse. Pensava che Lee fosse d'accordo, prima della Campagna che questa «offensiva strategica, tatticamente difensiva» fosse quella più adeguata. Ma Lee aveva progettato un'offensiva tattica, temendo forse che un ridispiegamento, come suggerito da Longstreet, avrebbe prodotto la demoralizzazione nei ranghi delle truppe. Il 2 luglio, il secondo giorno della battaglia, l'assalto di Longstreet sul fianco sinistro dell'Unione fu a un passo dall'avere successo, ma a costi notevoli. Il 3 luglio, quando Lee ordinò a Longstreet, contrariamente ai desideri di questi, di attaccare il centro dell'Unione, in quella che divenne nota come la «Carica di Pickett», i Confederati persero 7.000 uomini in un'ora. Lee si rimproverò della disfatta di Gettysburg, ma qualcuno, come il generale Jubal Early e gli avvocati della «Causa Perduta», insistettero sul fatto che l'esitazione di Longstreet a mettere in atto il piano di Lee era stata la causa della sconfitta.
Lee in seguito spedì Longstreet in Tennessee quell'autunno, in risposta alla disperata richiesta d'aiuto dell'Armata Confederata del Tennessee. Ciò comportò che Longstreet ed i 14.000 veterani del suo Primo Corpo prendessero parte alla battaglia di Chickamauga nel settentrione della Georgia quel settembre. Longstreet guidò un attacco dei suoi uomini e di alcune parti dell'Armata del Tennessee che misero in rotta l'Armata del Cumberland unionista e conseguì la maggior vittoria confederata sul fronte occidentale.
Longstreet entrò subito in contrasto con l'assai più maligno comandante dell'Armata del Tennessee, il generale Braxton Bragg, quando Bragg non riuscì a capitalizzare la vittoria con la distruzione dell'Armata unionista e a riconquistare la città di Chattanooga, Tennessee. Longstreet divenne il leader di un gruppo di ufficiali superiori dell'esercito che cospirarono perché Bragg fosse rimosso. La situazione diventò tanto grave che Jefferson Davis, Presidente della Confederazione, fu costretto a intercedere di persona. Ciò che seguì fu una delle più bizzarre scene della guerra, con Bragg seduto e rosso in faccia che assisteva a una processione di suoi comandanti che lo dichiaravano incompetente. Davis seduto accanto al suo vecchio amico e che non faceva nulla per risolvere il conflitto. Bragg non solo restò al comando ma inviò Longstreet e i suoi uomini verso la disastrosa Campagna all'interno del Tennessee orientale, dove in dicembre essi furono sconfitti in un tentativo di riconquista della città di Knoxville. Dopo che Bragg fu respinto in Georgia, Longstreet e i suoi uomini tornarono da Lee.
Longstreet aiutò a salvare l'Esercito confederato dalla disfatta nella sua prima battaglia condotta dopo il suo rientro agli ordini di Lee, la battaglia del Wilderness nel maggio 1864, quando egli lanciò un potente attacco di fianco contro il II Corpo unionista, quasi distruggendolo. Ma fu ferito nell'azione — accidentalmente colpito dai suoi propri uomini a meno di un miglio dal posto in cui Jackson era andato incontro al suo destino l'anno prima — e fu assente per il resto della campagna primaverile del 1864, in cui Lee fallì nettamente il suo obiettivo nel condurre il proprio esercito. Raggiunse Lee dall'ottobre del 1864 al marzo del 1865, durante l'assedio di Petersburg, comandando le difese di fronte alla capitale Richmond. Si arrese con Lee ad Appomattox Court House il 9 aprile 1865.

## Carriera postbellica
Dopo la guerra, Longstreet rinnovò la sua amicizia col suo vecchio amico, marito di sua cugina, e avversario, il tenente generale e futuro Presidente degli Stati Uniti Ulysses S. Grant, e diventò il solo ufficiale superiore confederato a diventare uno scalawag (lett. "mascalzone", termine usato per indicare i Sudisti favorevoli a una riappacificazione con i vincitori) e a raggiungere le file del Partito Repubblicano. Per questo egli perse il favore di molti uomini del Sud e tuttavia ebbe una seconda carriera di successo. Si convertì anche al cattolicesimo quando si sposò con la seconda moglie, il che lo rese ulteriormente impopolare nel Sud, a larga prevalenza protestante. Il Presidente Rutherford B. Hayes nominò Longstreet come suo ambasciatore nell'Impero ottomano, quindi servì dal 1897 al 1904, sotto il Presidente William McKinley e Theodore Roosevelt, come Commissario federale delle Ferrovie.
Nell'ultima parte della sua vita, dopo aver sopportato per decenni critiche sul suo operato in guerra da parte di altri Confederati, respinse la maggior parte di queste argomentazioni in un suo memoriale chiamato Da Manassas ad Appomattox. Sopravvisse alla gran parte dei suoi detrattori e morì a Gainesville, Georgia, dove è sepolto nel Cimitero Alta Vista. È uno dei pochi ufficiali della guerra di secessione che sia vissuto nel XX secolo.

## Eredità
A causa delle critiche di numerosi autori del movimento rifacentesi al mito della causa persa confederata (Jubal Anderson Early in particolare), la carriera bellica di Longstreet è stata sminuita per molti anni dopo la sua morte. La pubblicazione dell'opera di Michael Shaara, The Killer Angels, nel 1974, basata in parte sulle memorie di Longstreet, come pure il film del 1993 Gettysburg, si pensa abbia aiutato a risollevare la reputazione di Longstreet proponendolo come un comandante eccellente e diligente.
Nel 1998, uno degli ultimi monumenti eretti nel Gettysburg National Military Park, tardivo tributo a Longstreet, è stata la sua statua equestre scolpita dallo scultore Gary Casteel.
Bisognerà attendere il 1966, e la relativa opera di Raimondo Luraghi La guerra civile Americana: in quest'opera, che ha ricevuto il consenso dei massimi storici americani del ramo, egli viene a buon diritto riabilitato e presentato come il migliore tattico della Confederazione, e, come stratega, posto alla pari dello stesso Lee.
Va osservato, a questo riguardo, che Longstreet accettò di appoggiare la seconda offensiva di Lee dopo un incontro con Lee e lo stesso presidente della Confederazione Jefferson Davis, al termine del quale la direttiva strategica fu fissata nell'eliminazione dell'esercito dell'Unione, partendo da una battaglia difensiva.
Avvenne invece che Lee, il 2 luglio, scatenò a Gettysburg, in forte inferiorità numerica, un'offensiva che poteva concludersi solo in disastro. Lee se ne assunse la colpa, ma il biasimo andò per lungo tempo al Generale Pickett.

### Al cinema
- Nel 1911, la Champion Film Company portò sullo schermo la battaglia di Seven Pines con il cortometraggio Longstreet at Seven Pines.